# .ge
.ge je vrhovna internetska domena (country code top-level domain - ccTLD) za Gruziju. Domenom upravlja Caucasus Online.

## Vanjske poveznice
- IANA .ge whois informacija  Arhivirana inačica izvorne stranice od 19. travnja 2006. (Wayback Machine)